# Andrés Bianchi
Andrés Raúl Bianchi Larre (Valdivia, 12 de septiembre de 1935) es un abogado, economista, empresario, investigador, académico y consultor chileno, miembro de número de la Academia de Ciencias Sociales, Políticas y Morales de su país.
Cumplió una activa labor en el sector público, como presidente del Banco Central y como embajador en los Estados Unidos por espacio de más de seis años.

## Primeros años
Se licenció en ciencias jurídicas y sociales de la Universidad de Chile entre los años 1959 y 1963, y luego cursó un máster y un doctorado en economía en la Universidad de Yale, Estados Unidos.
Fue un férreo opositor al gobierno de la Unidad Popular encabezado por el socialista Salvador Allende —época en la se desempeñó como director del Programa Regional de Empleo para América Latina y el Caribe (Prealc, 1971-1973)—, pero más tarde apoyó la opción No que buscaba alejar del poder al general Augusto Pinochet.

## Autoridad profesional

### En el Gobierno
Bianchi asumió la presidencia del Banco Central poco después de que, bajo la administración de Manuel Concha, fuera aprobada el 10 de octubre de 1989 su nueva Ley Orgánica que concretó la autonomía, estipulada en la Constitución, de la institución emisora (con respecto tanto a los otros poderes del Estado, como a la Contraloría General y a la Superintendencia de Bancos, aunque con ciertas limitaciones). El general Augusto Pinochet lo nombró en el cargo, que ocupó entre 1989 y 1991, con la aquiescencia de Patricio Aylwin, entonces presidente electo en los inicios de la transición de la dictadura a la democracia. 
Bajo el Gobierno de Ricardo Lagos, Bianchi fue embajador en los Estados Unidos (2000-2006). Bianchi, que conocía a Lagos desde la universidad, cuando ambos estudiaban derecho, había participado abiertamente en la campaña del socialista e incluso había sonado como integrante de su gabinete en alguna cartera económica.

### Académico y consultor
Tras su salida del consejo del ente emisor, inició una carrera en el sector privado como director y alto ejecutivo de varias instituciones financieras. Fue presidente de las filiales en Chile del Banco Credit Lyonnais y Dresdner Banque Nationale de Paris (1992-2000). Encabezó asimismo la Comisión Nacional de Ahorro de Chile (1997-1998). 
Ha realizado también una importante labor en organismos internacionales como la Cepal, de la que primero fue director de su División de Desarrollo Económico (1981-1988) y luego secretario ejecutivo adjunto (1988-1989); y el Banco Mundial, donde fue asesor (1994-2000). Además, ha asesorado a los bancos centrales de Bolivia, Colombia, México y Venezuela.
En su carrera académica destaca el haber sido investigador asociado en la Escuela Woodrow Wilson de Asuntos Públicos e Internacionales de la Universidad de Princeton (1973-1975) y profesor visitante en el Centro de Estudios para el Desarrollo de América Latina de la Universidad de Boston en 1978.